# 212 Medeja
212 Medeja (mednarodno ime 212 Medea) je asteroid v glavnem asteroidnem pasu. Kaže značilnosti treh tipov asteroidov (D, C in X).

## Odkritje
Asteroid je odkril avstrijski astronom Johann Palisa 6. februarja 1880 v Pulju . Imenuje se po Medeji iz grške mitologije.

## Lastnosti
Asteroid Medeja obkroži Sonce v 5,49 letih. Njegova tirnica ima izsrednost 0,113 nagnjena pa je za 4,265° proti ekliptiki. Njegov premer je 136,12 km, okoli svoje osi se zavrti v 10,283 h .